# Live at the Royal Albert Hall (álbum de Adele)
Live at The Royal Albert Hall é o primeiro álbum ao vivo e álbum de vídeo da cantora e compositora inglesa Adele, cuja gravação ocorreu em 22 de setembro de 2011, no salão de espetáculos Royal Albert Hall em Londres, Inglaterra, fazendo parte da turnê mundial Adele Live. Foi lançado no dia 29 de novembro de 2011 na Austrália, 27 de novembro de 2011 no Reino Unido, e em 29 de novembro de 2011 nos Estados Unidos, nos formatos digital versatile disc (DVD), blu-ray e compact disc (CD).
O álbum debutou na primeira posição da Billboard Top Music Videos com 96 mil cópias vendidas, o maior registro de uma semana para um dvd de música em quatro anos. Após uma semana, Live at the Royal Albert Hall tornou-se o dvd de música mais vendido de 2011. Isso faz com que Adele seja a primeira artista na história da Nielsen SoundScan a ter o álbum de estúdio e o álbum de vídeo mais vendido em um mesmo ano. A versão ao vivo de "Set Fire to the Rain", tirada do Live at the Royal Albert Hall, ganhou o Grammy de Melhor Performance Pop Solo no 55º Grammy Awards.

## Antecedentes
Em 26 de outubro de 2011 foi anunciado que Adele iria lançar o show do Royal Albert Hall da sua turnê mundial Adele Live em DVD e blu-ray, acompanhado por um CD. O vídeo está definido em 90 minutos de filmagens do concerto, além dos bônus de aproximadamente 9 minutos de bastidores. O repertório é composto por canções retiradas dos álbuns da cantora, 19 e 21, e também versões covers de "I Can't Make You Love Me" e "If It Hadn’t Been For Love", por Bonnie Raitt e The SteelDrivers respectivamente. Como parte do lançamento , o DVD foi exibido nos cinemas em 26 cidades ao redor do mundo, inclusive no Brasil.

## Sinopse do concerto
O show começa com "Hometown Glory" e Adele começa a cantar os primeiros versos da canção por trás de uma cortina branca com um feixe de luz refletindo sua sombra. Logo após Adele surge no palco e termina de cantar a canção em frente a uma projeção que, neste momento, mostra uma silhueta esfumaçada da Catedral de São Paulo. Logo, em "I'll Be Waiting", a cortina cai por trás de Adele e revela a sua banda, tendo o palco com um grande número de luminárias penduradas, seguida das apresentações no piano de "Don't You Remember", "Turning Tables" e "Set Fire to the Rain", que mostrou vocais de fundo harmônicos e um banjo oprimido no cover de "If It Hadn't Been for Love". Depois de "My Same", em "Take It All" ficou claro que na canção com estilo gospel, a cantora interpretou-a com sentimentos verdadeiros, pois deveria estar pensando em seu ex-namorado.
"Rumour Has It" foi acompanhada por vocais de fundo, com palmas e estalos de dedos, e um estilo merengue em “Right As Rain”, com os seis membros de sua banda. Com "One and Only", os cantores de apoio fizeram uma "pergunta-resposta" na canção, logo o cover de "Lovesong", depois "Chasing Pavements" e "I Can't Make You Love Me" com globos espelhados girando no centro, e um cover de "Make You Feel My Love" em seguida. Após uma pequena pausa, Adele voltou para o palco e cantou "Someone Like You", pedindo em alguns momentos ajuda da platéia, encerrando com chuvas de papel picado em "Rolling in the Deep".

## Recepção da crítica
| Críticas profissionais | Críticas profissionais |
| Pontuações agregadas   | Pontuações agregadas   |
| Fonte                  | Avaliação              |
| ---------------------- | ---------------------- |
| Metacritic             | (76/100)               |
| Avaliações da crítica  |                        |
| Fonte                  | Avaliação              |
| Los Angeles Times      | [ 13 ]                 |
| All Music Guide        | [ 14 ]                 |
| The Independent        | positiva               |
| American Songwriter    | [ 16 ]                 |
| Consequence of Sound   | [ 17 ]                 |
| News.com.au            | [ 18 ]                 |
| Rolling Stone Brasil   | [ 19 ]                 |

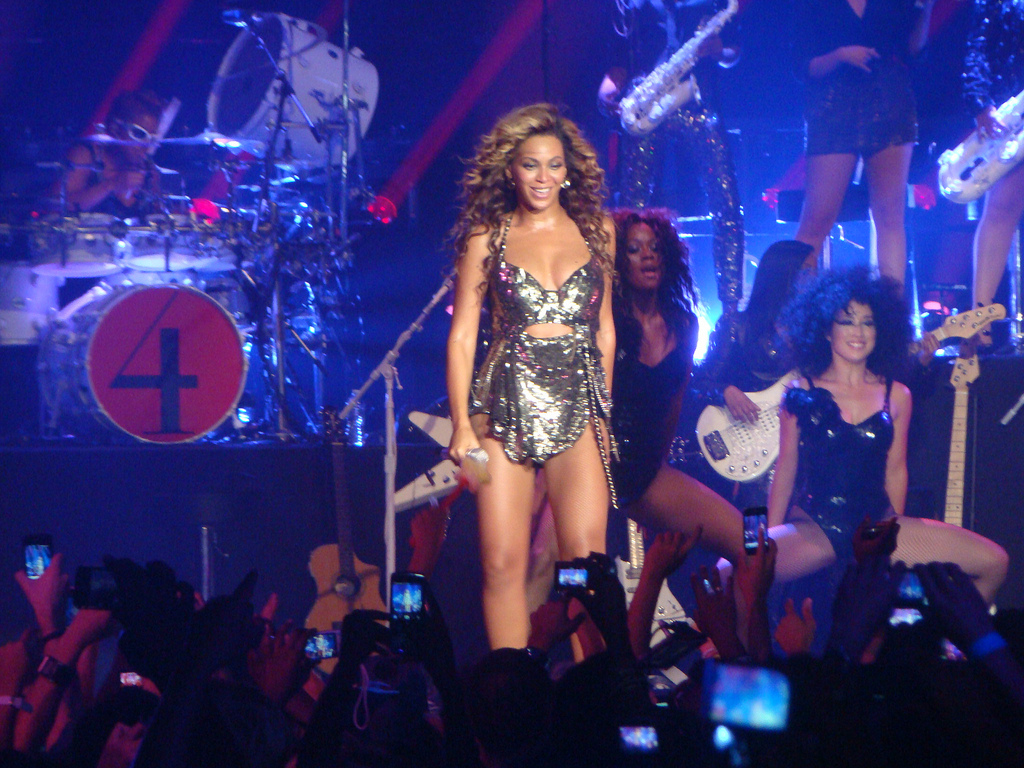
Nate Chinen do The New York Times fez uma comparação entre os álbuns de Adele e Beyonce (foto) por serem íntimos e lançados no mesmo mês.

Nate Chinen do The New York Times comparou o álbum de Adele com o Live at Roseland: Elements of 4 da cantora americana Beyoncé, que foi lançado no mesmo mês. Ele observou que os álbuns "compartilham algumas afinidades intrigante" comentando: "Naturalmente, há a valorização do canto, poderosos e ágeis, existem expressões explícitas de gratidão, em meio a um ar implícito de conquista. Propositadamente, também, há a sugestão de desempenho como testemunho. O set list como narrativa pessoal, em ambos os casos o tema da auto-empoderamento feminino é evidente, às vezes um pouco sem jeito, contra o fato de um parceiro sem nome específico, mas do sexo masculino. " No entanto, Chien comentou que o Live at Roseland: Elements of 4 faz um espetáculo hermético fora de um simples movimento.
Bruno Vianna da Rolling Stone (brasileira) escreveu: Este DVD é uma bela demonstração do carisma de Adele. O show, gravado no Royal Albert Hall, em Londres, mostra uma artista no auge da popularidade. Todos os hits do platinado disco 21 estão lá, além de músicas do álbum de estreia, 19. É interessante ver a cantora que mais vendeu em 2011 brincando com o público entre as canções – mas seria melhor ainda se o DVD tivesse legendas, já que o sotaque britânico de Adele não é dos mais fáceis de compreender. Além de brincar, ela ainda se abre ao público, contando histórias sobre as canções, dedicando “My Same” a uma amiga na plateia e até zombando de si mesma e do relacionamento falido que levou à composição de 21. Ela se emociona e chora ao cantar Someone Like You, em um dos mais belos momentos do show – como também um momento em que Adele faz uma dedicatória a Amy Winehouse, a quem ela oferece a performance de “Make You Feel My Love”. E encerrando o espetáculo com Rolling in the Deep, um dos melhores e mais aguardados momentos do show.

## Sucesso comercial
Live at Royal Albert Hall estreou na 1ª posição da tabela musical de DVDs norte-americana, vendendo 96.000 cópias em sua semana de estreia, alcançando a maior semana de estreia de um álbum de vídeo nos Estados Unidos nos últimos 4 anos, tornando-se apenas com essas vendas o DVD mais vendido de 2011 no país, e tornando Adele a 1ª artista na história da Nielsen Soundscan a ter o álbum, a canção e o DVD mais vendidos do ano. Na semana seguinte, o álbum vendeu mais 80.000 cópias no país, chegando a marca de 177.000 cópias vendidas em apenas duas semanas. Em sua terceira semana de vendas, Live at Royal Albert Hall vendeu adicionais 98.000 cópias, chegando a marca de 275.000 unidades vendidas no país. Na quarta semana, o DVD vendeu mais 146.000 cópias, fechando a semana com um total de 421.000 cópias vendidas. Na semana seguinte, o álbum vendeu mais 30.000 cópias, chegando a marca de 451.000 cópias vendidas. Na sexta semana, o DVD vendeu adicionais 24.000 cópias, acumulando 476.000 unidades vendidas nos Estados Unidos. Na sétima semana, 19.000 cópias do DVD foram vendidas, e ele chegou a marca das 494.000 cópias vendidas no país. Em 28 de novembro de 2012, a Sony fez um comunicado anunciando que o DVD havia passado de 1 milhão de cópias vendidas nos Estados Unidos e cerca de 3 milhões em todo mundo. A última vez que um DVD havia vendido mais de 1 milhão de cópias naquele país foi em 2005.
No Brasil, de acordo com a Sony Music, até Janeiro de 2012 Live at The Royal Albert Hall vendeu mais de 180.000 cópias, recebendo o certificado de Diamante pelas vendas acima de 180.000 cópias no país.
No total, em 2012, o álbum vendeu exatas 464.065 cópias no Brasil, sendo o DVD mais vendido do ano no país, entre artistas nacionais e estrangeiros.
Em fevereiro de 2013, Live at The Royal Albert Hall ganhou o Grammy de Melhor Performance Pop Solo com a performance de "Set Fire to the Rain" ao vivo. Em 2014, a Associação Brasileira de Produtores de Disco (ABPD), concedeu diamante sêxtuplo à Live at The Royal Albert Hall por suas vendas acima de 1 milhão de cópias no país.

## Lista de faixas
| N.º            | Título                       | Compositor(es)                                              | Duração |  |
| 1.             | "Hometown Glory"             | Adele Adkins                                                | 4:17    |  |
| 2.             | "I'll Be Waiting"            | Adkins Paul Epworth                                         | 3:55    |  |
| 3.             | "Don't You Remember"         | Adkins Dan Wilson                                           | 4:04    |  |
| 4.             | "Turning Tables"             | Adkins                                                      | 4:10    |  |
| 5.             | "Set Fire to the Rain"       | Adkins Fraser T. Smith                                      | 4:16    |  |
| 6.             | "If It Hadn't Been for Love" | Michael James Henderson Christopher Alvin Stapleton         | 3:08    |  |
| 7.             | "My Same"                    | Adkins                                                      | 2:34    |  |
| 8.             | "Take It All"                | Adkins Francis White                                        | 3:56    |  |
| 9.             | "Rumour Has It"              | Adkins Ryan Tedder                                          | 3:47    |  |
| 10.            | "Right As Rain"              | Adkins Leon Michels Jeff Silverman Nick Movshon Clay Holley | 2:43    |  |
| 11.            | "One and Only"               | Adkins Wilson Greg Wells                                    | 5:53    |  |
| 12.            | "Lovesong"                   | Robert Smith Simon Gallup                                   | 5:17    |  |
| 13.            | "Chasing Pavements"          | Adkins White                                                | 3:41    |  |
| 14.            | "I Can't Make You Love Me"   | Mike Reid Allen Shamblin                                    | 3:39    |  |
| 15.            | "Make You Feel My Love"      | Bob Dylan                                                   | 3:48    |  |
| 16.            | "Someone Like You"           | Adkins Wilson                                               | 4:54    |  |
| 17.            | "Rolling in the Deep"        | Adkins Epworth                                              | 4:48    |  |
| Duração total: | Duração total:               | Duração total:                                              | 68:50   |  |

## Desempenho
| País           | Chart (2011)                       | Melhor Posição |
| -------------- | ---------------------------------- | -------------- |
| Alemanha       | German Albums Chart                | 5              |
| Austrália      | Australia Top 40 Music DVD Chart   | 1              |
| Áustria        | Austrian Music DVD Chart           | 3              |
| Bélgica        | Belgian Music DVD Chart (Flanders) | 1              |
| Bélgica        | Belgian Music DVD Chart (Wallonia) | 1              |
| Dinamarca      | Danish Music DVD Chart             | 2              |
| Espanha        | Spanish Albums Chart               | 23             |
| Estados Unidos | U.S. Music DVD Chart               | 1              |
| Finlândia      | Finnish Music DVD Chart            | 3              |
| França         | French Music DVD Chart             | 1              |
| Grécia         | Albums Sales Chart                 | 62             |
| Irlanda        | Irish Top 10 Music DVDs            | 2              |
| Itália         | Italian Albums Chart               | 23             |
| Hungria        | Hungarian Music DVD Chart          | 7              |
| México         | Mexican Albums Chart               | 11             |
| Países Baixos  | Dutch Albums Chart                 | 2              |
| Polónia        | Polish Albums Chart                | 14             |
| Portugal       | Portuguese Albums Chart            | 1              |
| Reino Unido    | UK Music DVD Chart                 | 3              |
| Suíça          | Swiss Music DVD Chart              | 1              |

| Tabelas musicais (2011)         | Posição |
| ------------------------------- | ------- |
| Brasil - Top 20 DVDs            | 2       |
| Países Baixos - Music DVD Chart | 3       |

| País / Certificadora  | Certificações | Vendas     |
| --------------------- | ------------- | ---------- |
| Alemanha / BVMI       | Platina       | 50,000+    |
| Austrália / ARIA      | 4× Platina    | 60,000+    |
| Brasil / ABPD         | 6× Diamante   | 750,000+   |
| Portugal / AFP        | Ouro          | 10,000+    |
| Estados Unidos / RIAA | 10× Platina   | 1,000,000+ |